# Western River Expedition

Western River Expedition est l'une des attractions des parcs Disney qui ne fut jamais construite mais de nombreux éléments du projet ont persisté dans les projets réalisés par la suite. L'attraction conçue à partir de l'année 1965 devait être la première rivière rapide en bûches de Disney. Elle devait avoir pour thème le Western et être construite dans la section nord-ouest du Frontierland du Magic Kingdom à Walt Disney World Resort en Floride, cet espace est actuellement occupé par Big Thunder Mountain, conçu par Tony Baxter.
La première rivière rapide en bûches de Disney est Splash Mountain ouverte en 1989, conçu à partir de 1983 d'après une idée de Tony Baxter, pour les bouées ce ne sera qu'en 1999 avec Kali River Rapids.

## L'histoire
L'histoire de l'attraction débute en 1963 avec le transfert de Marc Davis du service animation de Walt Disney Pictures vers WED Entreprises. Il travaille sur un projet d'attraction fluviale pour un contrat d'aménagement obtenu par Disney dans la ville de Saint-Louis nommé Riverfront Square. Elle reprenait le concept de Nature's Wonderland mais avec plus de technologie. L'attraction devait présenter des animaux dans un décor de l'ouest, mais le projet s'arrêta pour diverses raisons.

### Cinq années de concepts
En 1965, Davis reprend son concept nommé Western River Ride et l'étoffe. Le visiteur peut alors voir des décors naturels peuplés d'animaux (bisons, ours, vaches), des villes de l'ouest peuplées de personnages (Indiens, danseuses de french cancan, bandits, ...) souvent parsemées de gags. Mary Blair participa aussi à la création des décors. La ville devait s'appeler Thunder Mesa. Voir la description ci-dessous.
Les autres imagineers comparèrent l'attraction à une version Western des Pirates of the Caribbean.
Marc Davis travailla près de 5 ans sur l'attraction en concevant les scènes et les personnages sous la forme de dessins et de maquettes. Dick Irvine et Roy Oliver Disney aimaient tous les deux les concepts.
Durant la phase de développement du Magic Kingdom, Western River Expedition (nouveau nom de l'attraction) devait être la réponse de Walt Disney World aux Pirates of the Caribbean de Disneyland, attraction ouverte en 1967 et qui n'était pas prévue en Floride.

### Changement de programme à la dernière minute
Peu après l'ouverture du Magic Kingdom en 1971, la plupart des visiteurs demandaient où se trouvaient les "Pirates". Les imagineers de Disney pensaient que la proximité des Caraïbes ferait que les visiteurs se désintéresseraient d'un sujet si proche. La direction penchait dans le même sens et voulait axer le thème du parc sur l'Ouest américain.
En 1973, la direction changea de fusil d'épaule et, pour des raisons de satisfaction des visiteurs et d'économie (30 millions de $ au lieu de 60), décida de dupliquer les pirates en Floride en 1972. L'attraction ouvrit en décembre 1973. L'urgence d'une "grosse" attraction comparable aux Pirates n'était plus d'actualité. Mais la direction fut aussi confrontée aux projets de la seconde phase du parc avec :
- l'ouverture de Tom Sawyer Island (1973)
- l'expansion de Tomorrowland avec Space Mountain ouverte en janvier 1974
- The Walt Disney Story
- un concept, de Tony Baxter, un train fou dans une montagne du Far West, Big Thunder Railway

Le concept de Western River Expedition fut en quelque sorte gelé.
Toutefois la ressemblance entre le concept de Big Thunder Railway et de la Western River Expedition semblaient pouvoir s'associer. Tony Baxter avait même prévu que son train longerait un immense bâtiment recouvert de roche devant contenir la rivière de son aîné, Marc Davis. Toutefois un concept paru dans le rapport annuel de 1972 (publié début 1973) montrait la montagne de Baxter en lieu et place du bâtiment de Davis. Ce rapport mentionnait l'ouverture pour 1979-1980 de cette nouvelle attraction.
Durant les années 1970, des plans du parc montraient une ville comparable à Thunder Mesa dans la partie nord-ouest de Frontierland mais plus ressemblant à Nature's Wonderland que la Big Thunder Mountain.
En mai 1974, Card Walker annonce la fin de la phase Un de Walt Disney World, demandant ainsi aux Imagineers de se concentrer sur un nouveau concept de parc, Epcot. La construction de Big Thunder Mountain commence à Disneyland en 1977, ouvre en 1979 et est dupliqué en Floride en 1980.
Marc Davis de son côté quitta Disney en 1978.

### Une attraction devenue un mythe
L'attraction Western River Expedition est devenue à la fois une légende parmi les Imagineers et un mythe parmi les attractions surtout pour les admirateurs de Marc Davis.
À chaque fois que le nom de l'attraction serait proposée à la direction de Disney, un veto serait levé. Ainsi l'attraction ne fut pas construite en Californie ni à Tokyo Disneyland.
Mais de nombreux éléments du concept sont apparus dans d'autres attractions :
- le décor de Big Thunder Mountain contient des éléments semblant venir des concepts de Davis
- des audio-animatronics proches du concept de Davis ont été utilisés, en forme d'hommage, dans Living with the Land
- une maquette de l'attraction a été présentée jusqu'en 1981 dans l'après spectacle de The Walt Disney Story et redécouverte en 1994 avec les luminaires encore fonctionnels
- le nom de Thunder Mesa a été utilisé pour la ville à l'entrée du Frontierland de Parc Disneyland
- les attractions à l'époque en cours de développement ont intégré des éléments :
  - Splash Mountain
  - World of Motion
  - Phantom Manor
  - Living with the Land

## L'attraction
L'attraction devait être à l'époque la plus grande jamais construite avec un immense bâtiment accueillant une rivière et d'autres attractions aux abords.
- Ouverture prévue : milieu des années 1970.
- Annulation : 1973
- Superficie : près de 6 000 m2
- Nombre d'audio-animatronics : 150

L'attraction devait à la fois être en intérieur, en extérieur et autour d'un nouveau élément architectural fort de Frontierland, une montagne baptisée Thunder Mesa Mountain. Après avoir embarqué dans un tronc de bois, les visiteurs devaient se lancer dans un périple ponctué d'une chute d'eau. Une chouette audio-animatronic Hoot Gibson, servant de narrateur aurait donné les règles de sécurité, à l'image de la tête de mort de Pirates of the Caribbean.
Plusieurs scènes se seraient succédé à l'intérieur d'un immense bâtiment dont :
- l'attaque d'une banque
- un camp indien arrosé par la pluie invoquée par une danse de la pluie
- des bandits mexicains
- la plaine des chiens de prairies, des bisons, ...
- le Canyon aride (Dry Gulch)
- le saloon : avec un cowboy juché sur le toit, un barman cherchant à lui tirer dessus, trois serveuses, un pianiste et d'autres cowboys
- la chute d'eau

À un moment de la conception de l'attraction, un "train de mine fou" aurait partagé une partie du décor tandis qu'il devait circuler autour de la montagne. Une visite à dos de mule était aussi prévue au pied de la Thunder Mesa Mountain avec un village indien Pueblo.